# World Series of Darts 2024
Die World Series of Darts 2024 war eine Serie von Einladungsturnieren der Professional Darts Corporation (PDC). Sie wurde zum insgesamt zwölften Mal ausgetragen und bestand aus acht Turnieren in sieben Ländern.

## Format
An jedem der Turniere (außer den World Series of Darts Finals) nahmen insgesamt 16 Spieler teil. Die von der PDC bestimmten Teilnehmer waren dabei nach Platzierung in der World Series Order of Merit gesetzt, alle anderen Spieler werden zugelost. Die Turniere wurden allesamt im K.-o.-System und in legs ausgetragen. Die Anzahl der zu gewinnenden legs unterschied sich teilweise.
Je nachdem, welche Runde ein Spieler erreichte, erhielt er eine bestimmte Punktzahl für die World Series of Darts Order of Merit. Diese bestimmte am Ende das Teilnehmerfeld der World Series of Darts Finals 2024.

## Teilnehmer
Acht der 16 Teilnehmer pro Turnier wurden von der PDC bestimmt. Die weiteren Startplätze wurden jeweils an regionale Qualifikanten vergeben.

## Spielorte
Die zwölfte World Series of Darts wurde in Bahrain, Dänemark, den Vereinigten Staaten, Polen, Neuseeland, Australien und den Niederlanden ausgetragen.
| Wollongong |

| as-Sachir |

| Warschau |

| Hamilton |

| Kopenhagen |

| New York City |

| Niederlande (2 Events) |

| ’s-Hertogenbosch |

| Amsterdam |

| ’s-Hertogenbosch |

| Amsterdam |

## Preisgeld
Bei jedem Turnier wurden insgesamt £ 60.000 an Preisgeld ausgeschüttet. Das Preisgeld verteilte sich unter den Teilnehmern wie folgt:
| Position (Anzahl der Spieler) | Position (Anzahl der Spieler) | Preisgeld |
| ----------------------------- | ----------------------------- | --------- |
| Gewinner                      | (1)                           | £ 20.000  |
| Finalist                      | (1)                           | £ 10.000  |
| Halbfinalisten                | (2)                           | £ 5.000   |
| Viertelfinalisten             | (4)                           | £ 2.500   |
| Achtelfinalisten              | (8)                           | £ 1.250   |
|                               |                               |           |
|                               |                               | £ 60.000  |

Da es sich um Einladungsturniere handelte, wurden die erspielten Preisgelder bei der Berechnung der PDC Order of Merit nicht berücksichtigt.

## Ergebnisse
| Nr. | Datum             | Event                        | Austragungsort                              | Sieger             | Ergebnis | Finalist           |
| --- | ----------------- | ---------------------------- | ------------------------------------------- | ------------------ | -------- | ------------------ |
| 1   | 18.–19. Januar    | Bahrain Darts Masters        | as-Sachir, Bahrain International Circuit    | Luke Littler       | 8 : 5    | Michael van Gerwen |
| 2   | 26.–27. Januar    | Dutch Darts Masters          | ’s-Hertogenbosch, Maaspoort Sports & Events | Michael van Gerwen | 8 : 6    | Luke Littler       |
| 3   | 31. Mai–1. Juni   | US Darts Masters             | New York City, Madison Square Garden        | Rob Cross          | 8 : 7    | Gerwyn Price       |
| 4   | 7.–8. Juni        | Nordic Darts Masters         | Frederiksberg, Forum                        | Gerwyn Price       | 8 : 5    | Rob Cross          |
| 5   | 14.–15. Juni      | Poland Darts Masters         | Gliwice, PreZero Arena                      | Luke Littler       | 8 : 3    | Rob Cross          |
| 6   | 9.–10. August     | Australian Darts Masters     | Wollongong, WIN Entertainment Centre        | Gerwyn Price       | 8 : 1    | Luke Littler       |
| 7   | 16.–17. August    | New Zealand Darts Masters    | Hamilton, Globox Arena                      | Luke Humphries     | 8 : 2    | Damon Heta         |
| 8   | 13.–15. September | World Series of Darts Finals | Amsterdam, AFAS Live                        | Luke Littler       | 11 : 4   | Michael Smith      |

## Rangliste

### Punktesystem
Die Ergebnisse der einzelnen Turniere bildeten eine eigene Rangliste (World Series Order of Merit). Die ersten acht Spieler dieser Liste waren automatisch für die World Series of Darts Finals qualifiziert.
Die Rangliste wurde nach folgendem Punktesystem erstellt:
| Runde         | Punkte |
| ------------- | ------ |
| Sieg          | 12     |
| Finale        | 8      |
| Halbfinale    | 5      |
| Viertelfinale | 3      |
| Achtelfinale  | 1      |

### World Series Order of Merit
- Endstand nach dem New Zealand Darts Masters[2]

| Platz | Spieler               | Punkte |
| ----- | --------------------- | ------ |
| 1.    | Luke Littler          | 50     |
| 2.    | Gerwyn Price          | 45     |
| 3.    | Rob Cross             | 38     |
| 4.    | Luke Humphries        | 34     |
| 5.    | Michael van Gerwen    | 28     |
| 6.    | Michael Smith         | 23     |
| 7.    | Peter Wright          | 21     |
| 8.    | Dimitri Van den Bergh | 12     |

## Kyle-Anderson-Trophy
2024 wurde erneut die Kyle-Anderson-Trophy verliehen. Sie ging wie im Vorjahr an den Australier Damon Heta.

## Übertragung
Im deutschsprachigen Raum wurden die Veranstaltungen nicht im TV ausgestrahlt, sie waren aber bei den Streaming-Diensten DAZN und teilweise bei Pluto TV zu sehen.
International wurden alle Spiele durch die PDC auf livepdc.tv übertragen.